# Numia terebintharia
Numia terebintharia là một loài bướm đêm trong họ Geometridae.